# Fotokeramik
Als Fotokeramik bzw. Photokeramik bezeichnet man fotografische Bilder, welche auf Porzellan, Emaille, Glas, Metall oder Ähnlichem eingebrannt worden sind.

## Techniken

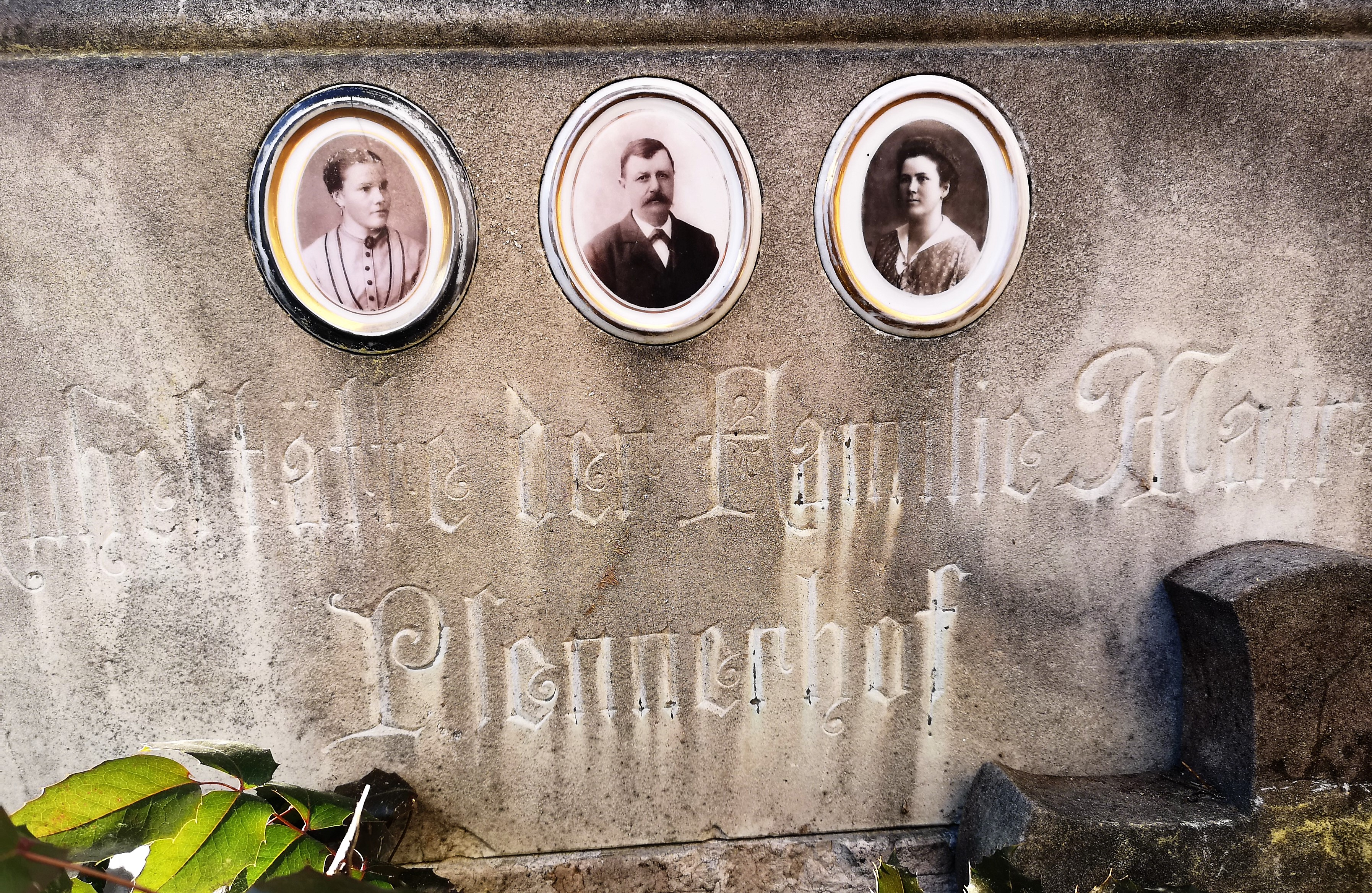
Drei keramische Fotoporträts der Fam. Matt-Psennerhof auf einem Grabstein in Gries-Quirein von ca. 1900

Das Staubverfahren war wohl die erste Technik, mit der Fotos (einfarbig) in Keramik oder Porzellan eingebrannt wurden. Mittlerweile werden Fotos und auch Texte, Grafiken und Logos über verschiedene Techniken übertragen. Dabei wird nicht die Keramik direkt bedruckt, sondern die Übertragung der Grafik oder des Fotos erfolgt über eine Trägerfolie (Decal = Abziehbild).
Die verschiedenen Drucktechniken sind heute:

### Siebdruck und Tiefdruckverfahren
Anzahl der Farben und Rastergröße bestimmen die Qualität. Wegen der hohen Kosten für Litho und die Einrichtung der einzelnen Farben amortisieren sich diese Techniken erst bei großen Auflagen.

### Digitaldruck
Heute erfolgt der Druck des Decals digital. Diese Technik hat sich in den südlichen Regionen (z. B. Italien) entwickelt. Dort war und ist es auch heute noch oft Tradition, das Grabmal mit einem Porzellanbild des Verstorbenen zu versehen.
Im Digitaldruckverfahren lassen sich heute Serienkeramik und -porzellan wie auch einzelne Tassen, Teller, Fliesen, Kacheln oder Kunstobjekte keramisch dekorieren.

## Echtheit
Oft werden keramische Objekte mit thermisch reagierenden Farben im Sublimationsdruck oder im 2-Komponenten-Verfahren bedruckt. Diese Farben sind aus Kunststoff und nicht keramisch.
Ein keramischer Druck ist erst dann „keramisch“, wenn die Farbe aus Oxiden oder keramischen Farbkörpern besteht und mit mindestens 600 °C (meist über 900 °C) in die Glasur eingebrannt ist. Seine Schwächen hat diese Technik in der Farbentreue speziell bei leuchtenden Rot- und Orangetönen, da diese Farbkörper bei sehr hohen Temperaturen nicht resistent genug sind.